# Enzo Robotti
Enzo Robotti (Alessandria, 1935. június 13. –) olasz labdarúgóhátvéd.
Az olasz válogatott tagjaként részt vett az 1962-es labdarúgó-világbajnokságon.